# Léider Preciado
Léider Calimenio Preciado Guerrero (Tumaco, 1977. február 26. –), kolumbiai válogatott labdarúgó.
A kolumbiai válogatott tagjaként részt vett az 1998-as világbajnokságon. A Tunézia elleni csoportmérkőzésen ő szerezte a találkozó egyetlen gólját.

## Sikerei, díjai
Deportivo Quito
- Ecuadori bajnok (1): 2008

Egyéni
- A kolumbiai bajnokság gólkirálya (1): 2003 II